# Ekfrasis
Een ekfrasis (ook ecphrasis of ekphrasis, meervoud ekfraseis (Grieks: ἔκφρασις; Latijn: descriptio) is een kunstige beschrijving van een voorwerp, meestal van een kunstvoorwerp en in het bijzonder van een schilderij.

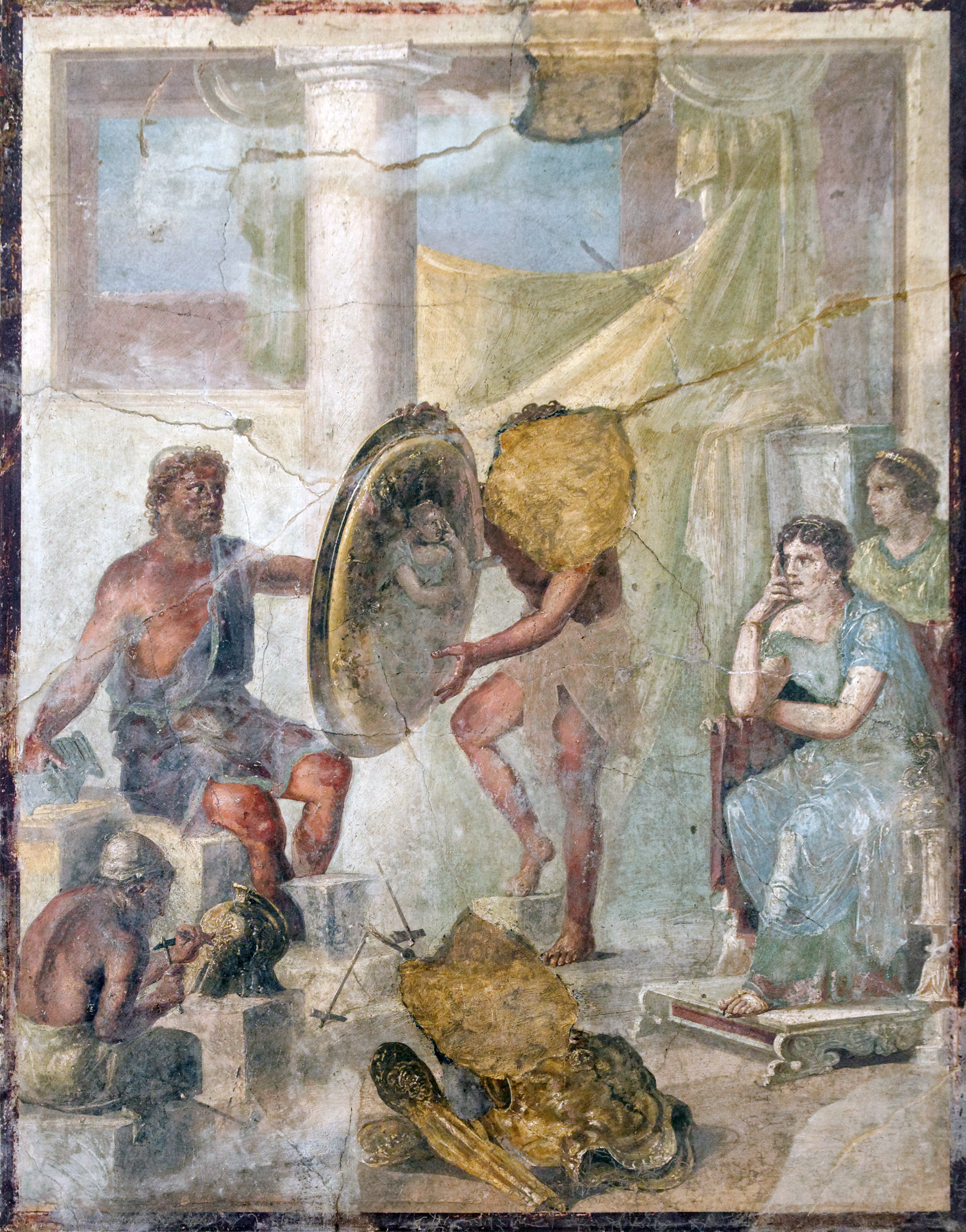
Het schild van Achilles op een fresco in Pompeï.

## Ekfrasis in de antieke retorica
De traditie om een ekfrasis te maken is al zo oud als de beschrijving van het schild van Achilles in Homerus’ Ilias (XVIII, 478-607). Het woord ekfrasis ontstond in de antieke retorica. Leerlingen kregen de opdracht een ekfrasis te maken. Vooral in de tijd van de Tweede sofistiek (2de-3de eeuw na Chr.) was dit een vaak gebruikte stijloefening. Hierbij ging het erom een beschrijving van een voorwerp te geven die zo beeldend en kunstig was, dat de toehoorder er een zo goed mogelijke voorstelling van kreeg: de toehoorder moest door visualisering (ook wel aangeduid met het Griekse ‘energeia’ of het Latijnse ‘evidentia’) als het ware tot toeschouwer worden gemaakt.

## Ekfrasis sinds de Renaissance
In de Renaissance werd het begrip toegespitst tot ‘schilderijenbeschrijving’. Leon Battista Alberti wees in zijn boek De Pictura (‘Over de schilderkunst’, 1435) op het nut van antieke schilderijenbeschrijvingen voor de kunstenaar. Men greep toen terug op deze ekfraseis om schilderijen uit de Oudheid te reconstrueren. Het omvangrijkste voorbeeld van dit soort schilderijenbeschrijvingen vormen de Imagines (‘Schilderijen’) van Philostratos van Lemnos. Het zijn 65 beschrijvingen van schilderijen die hij zag in een villa te Napels. De vraag of hij een verzameling beschreef die hij echt heeft waargenomen is sterk omstreden. Ook Lucianus maakte een aantal van dergelijke ekfraseis van schilderijen die later van grote invloed zijn geweest: de ‘Laster’ van Apelles (Calumnia, 5), het ‘Huwelijk van Alexander en Roxane’ van Aëtion (Herodotus, 5-6), de ‘Centaurenfamilie’ van Zeuxis (Zeuxis 4-6) en de zogenaamde ‘Gallische Hercules’ (Hercules). Daarnaast was er grote belangstelling voor het 35ste boek van de Naturalis historia van Plinius de Oudere, dat geheel aan de schilderkunst was gewijd, al zijn de beschrijvingen van de schilderijen daar nogal summier.
Als een van de eersten nam de Italiaan Giorgio Vasari in zijn boek met kunstenaarsbiografieën uit 1550 de kunst over om beeldende beschrijvingen van schilderijen te maken.

## Ekfrasis in de twintigste eeuw
In de twintigste eeuw heeft het begrip ekfrasis langzamerhand een steeds bredere inhoud gekregen. Het werd ook weer toegepast voor beschrijvingen van andere kunstwerken dan alleen schilderijen. In een boek uit 1912 bracht de classicus Paul Friedländer de zesde-eeuwse ekfraseis van Johannes van Gaza en Paulus Silentiarius onder de aandacht: respectievelijk een schildering van de wereld in een badhuis te Gaza in twee boeken hexameters, en een poëtische beschrijving van de Hagia Sophia in Constantinopel. In zijn boek nam hij ook een geschiedenis van de poëtische ekfrasis op. Ook een gedicht als ‘Ode on a Grecian Urn’ van Keats uit 1817 werd als een ekfrasis bestempeld. Gedichten die aan schilderijen of andere kunstvoorwerpen zijn gewijd, worden ook wel aangeduid als ‘ekfrastische gedichten’.
Aan het eind van de twintigste eeuw worden niet alleen ‘beschrijvingen’ in de vorm van proza of poëzie, maar ook beschrijvingen van een kunstwerk in de vorm van bijvoorbeeld fotografie of film als ekfrasis betiteld. Het object van de beschrijving kan uit iedere kunstdiscipline komen: schilderkunst, architectuur, fotografie, beeldhouwkunst, enz. De motivatie om op zo’n brede schaal het woord ekfrasis toe te passen, is dat eigenlijk iedere beschrijving een retorische doel heeft, dat wil zeggen een publiek wil overtuigen van een bepaald argument of punt. Ekfrasis is zo veel meer een begrip geworden om de onderlinge relatie tussen verschillende kunstdisciplines te benoemen.